# Nyon Région Télévision
Vous pouvez aider à l'améliorer ou bien discuter des problèmes sur sa page de discussion.
Nyon Région Télévision (NRTV) est la chaîne de télévision locale du district de Nyon, en Suisse. La chaîne est diffusée via le câble (SwisscomTV, UPC Cablecom, Netplus, ...) internet et les réseaux sociaux dans la région de Nyon et au-delà.

## Histoire de la chaîne
NRTV est créée en 2006, et mise en place par la commune de Nyon et les services câblés de la région. Après de multiples discussions avec les autres télévisions régionales du canton de Vaud, notamment TVRL, Ici TV et Canal NV, NRTV décide de ne pas rejoindre la nouvelle entité Vaud Fribourg TV plus connue sous le nom de La Télé. 
Depuis 2015, c'est l'association Communyon, qui regroupe 30 communes du district de Nyon, qui est responsable de la chaîne. Communyon a confié la gestion de NRTV à la société MediaGo, dont le siège est à Gland.

### 2006 à 2015, la création de la chaîne
À sa création en mars 2006, la chaîne est chapeautée par Stephan Rytz et son studio nyonnais ORCA production , avec le futur journaliste de la RTS Olivier Dominik chargé des interviews et des informations, et Marc Décosterd à la caméra et au montage.
Par la suite Marc Décosterd anime l’émission L'Entretien, puis une émission qui présente les métiers de la région Ma Boîte à Outils. Il crée l’émission culturelle hebdomadaire de la chaîne Art O'Baz et en assure notamment la rédaction en chef et l’animation de 2010 jusqu’à son départ en 2014. Plusieurs chroniqueurs spécialisés (musique, littérature, bande dessinée) passent également sur le plateau.
En 2009, l’équipe est rejointe par Greg Barnhill, qui reprend les rênes de Ma Boîte à Outils avant de créer sa propre émission Ça c’est fait!, où il teste les différentes activités sportives, artistiques ou professionnelles de la région de Nyon. Greg Barnhill assure également la diffusion et les réalisations en plateau de la chaîne.
À son arrivée, Yvan Mulone se charge d'abord du tournage des news pour le programme Vues sur le lac qu'anime Anna Ramel. Au départ de celle-ci, il anime également l'émission et se charge des débats politiques avec l’émission Cartes sur table, avant de quitter la chaîne. L'émission de débat est également animée par intermittence par Rodolphe Haener et Isidore Raposo alors directeur du journal La Côte.
Dès sa venue, le journaliste Florian Cavaleri reprend les actualités avec les programmes Vues sur le lac puis Vues sur l'actu. Il assure également l’animation du talk-show Le P'tit Plus de l'Actu avec un ton humoristique et décalé, entouré de chroniqueurs variés (bien-être, cuisine, etc.). Il devient également le rédacteur en chef des informations locales et politiques.
Grégoire Züger et Farah Jamshidian rejoignent également NRTV[Quand ?], en soutien technique devant et derrière la caméra.
L'équipe assure également par rotation le tournage de la courte émission Texto, un micro-trottoir sur des sujets d’actualité ainsi que le tournage de La Caméra en Balade, un « no-comment » hebdomadaire sur un événement festif, culturel ou sportif de la région.
De 2014 à 2015, Philippe Andoque puis Lynne Mabillon reprennent l’émission culturelle Art O' Baz, avant la refonte complète de la chaîne opérée en 2015.

## Organisation

### Dirigeants actuels
- Daniel Rossellat : Président de l'Association Communyon, éditrice de NRTV
- Christine Girod : Vice-présidente de l'Association Communyon
- Florian Cavaleri : Rédacteur-en-chef NRTV
- Christophe Rasch : Directeur MediaGo

### Diffusion
Elle couvre les communes de : Arnex, Arzier-Le Muids, Bassins, Begnins, Borex, Chéserex, Coinsins, Commugny, Coppet, Crans, Crassier, Duillier, Eysins, Founex, Genolier, Gingins, Gland, Grens, Luins, Nyon, Prangins, Saint-Cergue, Signy, Tannay, Trélex, Vich et Vinzel.

## Émissions
En 2020, NRTV propose quatre émissions d'information produites entièrement en interne. 
La présentation est assurée par Andrea Bras Lopo et Joël Brunner avant son départ. Puis l'équipe est rejointe par Alexandre Caporal.
- L'Info
- La Culture
- Les Sports
- Le Débat
- Diffusion en direct du Grand Conseil Vaudois

## Émissions spéciales
- Suivant l'actualité de la région, la chaîne diffuse des émissions spéciales (Paléo Festival, événements politiques, etc.).
- Le samedi 20 mars 2021, à 22h30, à cause de la pandémie du COVID-19, NRTV organise une émission spéciale pour l’avant-première romande du film Vasectomia de Marc Décosterd (initialement prévue en salle à Nyon). À cette occasion la journaliste Andrea Bras Lopo reçoit plusieurs membres de l’équipe du film, avant et après la diffusion de celui-ci. L’émission et la diffusion du film durera près de 3h[25].